# آویوا چامسکی
آویوا چامسکی (انگلیسی: Aviva Chomsky؛ زاده ۲۰ آوریل ۱۹۵۷) آموزگار، مورخ، نویسنده و فعال اهل ایالات متحده آمریکا است. وی استاد تاریخ و هماهنگ‌کننده مطالعات آمریکای لاتین، لاتین‌تباران و کارائیب در دانشگاه ایالتی سیلم در ماساچوست است. وی پیشتر در کالج بیتس در مین تدریس می‌کرد و در دانشگاه هاروارد عضو پژوهشی بود و در آنجا در تاریخ کارائیب و آمریکای لاتین تخصص داشت.